# Politik im Freien Theater
Politik im Freien Theater ist ein von der Bundeszentrale für politische Bildung (bpb) veranstaltetes Theaterfestival. Es existiert seit 1988 und findet seit 1993 im Drei-Jahres-Rhythmus in wechselnden deutschen Städten statt; bisher in Bremen, Dresden, Berlin, Hamburg, Stuttgart, Köln und Freiburg. Gezeigt werden Produktionen der Freien Theaterszene, die sich mit unterschiedlichen gesellschaftspolitischen Themen auseinandersetzen. Zu jedem Festival gehört ein breit gefächertes Rahmenprogramm.

## Geschichte
Hervorgegangen ist „Politik im Freien Theater“ aus den Diskussionen im letzten Drittel des vorigen Jahrhunderts um Positionen, Schwerpunkte, Methoden und Zielgruppen der politischen Bildung. Insbesondere die Handlungsorientierung sollte die Methoden politischer Bildung erweitern oder zumindest ergänzen, daher orientierte man sich unter anderem am Medium Theater.
Die deutschen Stadt- und Staatstheater waren Ende der achtziger Jahre jedoch ein nur wenig geeigneter Partner für die politische Bildung. Es war für den Zuschauer häufig nicht mehr entschlüsselbar und schien sich nur noch mit sich selbst zu beschäftigen.
Gegen diesen Trend versuchte sich die Freie Theaterszene zu profilieren, indem sie sich stärker an der Lebenswelt des Publikums ausrichtete und deutliche politische und soziale Akzente setzte. Gestärkt wurden die Freien Theater schließlich durch Bürgerinitiativen und neuentstandene soziale und ökologische Bewegungen.
Vor diesem Hintergrund entstand die Idee zum Festival „Politik im Freien Theater“, das die Bundeszentrale für politische Bildung in Kooperation mit der Landeszentrale für politische Bildung Bremen 1988 zum ersten Mal ausrichtete, ab 1993 dann als Triennale durchführt. Bewerben können sich Städte ab einer Einwohnerzahl von 220.000.

### Bremen 1988
Vom 23. September bis 2. Oktober 1988 fand in Kooperation zwischen Bundeszentrale und Landeszentrale für politische Bildung in Bremen das 1. Festival „Politik im Freien Theater“ statt. Laut Programmheft war es Ziel der Bundeszentrale, „[…] Impulse zu geben, Stücke mit starkem politischem Charakter engagiert aufzunehmen, sich schriftstellerisch wieder mit politischen Themen auseinanderzusetzen und dabei möglichst hohe Qualität anzubieten, die den Zuschauer in die Spielstätten lockt.“ Und es hieß weiter: „Aus Sicht politischer Bildung ist es natürlich ein besonderes Anliegen, Theater ähnlich wie Film als attraktiven Ansatzpunkt für die Diskussion politischen Geschehens zu verstehen, um somit Offenheit für andere Maßnahmen politischer Bildung zu erzeugen.“ Dieser Anspruch stand jedoch im Widerspruch zur Wirklichkeit. Das in mehrerer Hinsicht noch diffuse Profil des Festivals erforderte deshalb einen internen Klärungsprozess unter Einbeziehung von Experten, so dass die Bundeszentrale erst nach fünf Jahren wieder mit „Politik im Freien Theater“ an die Öffentlichkeit trat.
- Programm und Organisation: Theater-Forum Köln Karl Reichmann
- Festivalbeiträge: Der Konsul und die Terroristin von Omar Saavedra Santis, Erzähler Bühne Berlin, R: Victor Tapia; Der Kroatische Faust von Slobodan Šnajder, Theater an der Ruhr, Mülheim, R: Roberto Ciulli; Der Kuss der Spinnenfrau von Manuel Puig, Comedia Colonia, Köln, R: Meinhardt Zanger; Die mechanische Bauhausbühne von Kurt Schmidt und Laszlo Moholy-Nagy, Theater der Klänge, Düsseldorf, R: Jörg U. Lensing; Die Zeit zwischen Hund und Wolf. Ein Stück für Peter Handke, Theater Mahagoni, Hildesheim, R: Stephan Müller; Gestapo Akte Karl S. von Kurt Matenia, Gelsenkirchener Theater-Leute, R: Kurt Matenia; Jacke wie Hose von Manfred Karge, Echo Theater Saarbrücken, R: Monika John; Kassandra von Christa Wolf, Theater im Packhaus, Bremen, R: Evelyn Fuchs; Klassenfeind von Nigel Williams, Werkstatt Theater Unna, R: Wolfram Lenssen; Nachtgespräch mit Fidel nach einem Interview von Frei Betto, Schauspielhaus Zürich, R: Res Bosshart (die Inszenierung ist im Programmheft ausgewiesen als eine Produktion der »Theatergruppe Baden/Schweiz«, die allerdings nie existierte; es handelte sich vielmehr um eine Produktion des Schauspielhaus Zürich); Othello von William Shakespeare, bremer shakespeare company, R: Chris Alexander; Oui von Gabriel Arout, Theater Kohlenpott, Herne, R: Rüdiger Brans; Plastik von Barbara Karger, Thomas Stich, Karsten Itterbeck, Antagon Pantomimen-Theater Essen; Publikumsbeschimpfung von Peter Handke, OFF-TAT Frankfurt, R: Birgitta Linde; Schuldig geboren von Peter Sichrovsky, Jubiläumsensemble, Bonn, R: Christoph Pfeiffer.
- Preisjury: Kurt Hübner (Vorsitzender), Schauspieler, Regisseur und Intendant, Bremen; Hanna Hurtzig, Kampnagel, Hamburg; Karl Reichmann, Theateragent/Theater-Forum Köln; Siegfried Schiele, Direktor der Landeszentrale für politische Bildung Baden-Württemberg, Stuttgart; Reiner Schweinfurth, Theaterkritiker, Berlin; Cornelia Weiblen, Theaterkritikerin, München.
- Preisträger: Jubiläumsensemble, Bonn (Schuldig geboren); Theater Mahagoni, Hildesheim (Die Zeit zwischen Hund und Wolf).

### Dresden 1993
Die Entscheidung zur Fortsetzung des Projekts fand auch auf dem Hintergrund des Prozesses der Wiedervereinigung Deutschlands statt. Schnell entstand der Entschluss „Politik im Freien Theater“ in einem der neuen Bundesländer zu veranstalten. Auch wenn es nur eine spärliche Freie Theaterszene im Osten gab, erhoffte die bpb doch über das Festival viele Zuschauer direkt ansprechen zu können. Für Dresden als Austragungsort sprachen dabei zwei Gründe. Erstens war Dresden – von Berlin einmal abgesehen – die einzige Stadt, die in den neuen Bundesländern bereits 1990 eine Freie Theaterszene besaß. Andererseits hatte Dresden den Ruf erworben, eine Hochburg des erstarkenden Rechtsradikalismus zu sein.
Gerade aufgrund der Kollision einer lebendigen Freien Theaterszene auf der einen Seite und dem neuen Rechtsradikalismus auf der anderen, entschied sich die bpb für Dresden. Das 2. Festival „Politik im Freien Theater“ fand dort schließlich vom 28. Oktober bis 7. November 1993 statt.
- Programm und Gesamtorganisation: Karl Reichmann, Hanna Hurzig, Richard Weber, Margarete Häßel.
- Festivalbeiträge: Bent – Rosa Winkel von Martin Sherman, Theater in der Basilika, Hamburg, R: Friedrich Briesemeister; Bruderbande von Rainer Iwersen, bremer shakespeare company, R: Rainer Iwersen; Das Ende des Armenhauses nach Isaak Babel, Teatr Kreatur, Berlin, R: Andrej Woron; Das Notwendige und das Überflüssige oder Die Freiheit in Krähwinkel von Johann Nestroy/Karl Kraus, WuWei Theater, Frankfurt/M., R: Rolf Johannsmeier; Das Schloß nach Franz Kafka, Healing Theatre, Köln, R: Michael Dick; Denn es ist die Maschine in ihnen, die von Zärtlichkeiten träumt von Michael Wildenhain, Freies Schauspiel Berlin, R: Bernd Mottl; Der Frieden von Aristophanes, Compagnie de Comédie, Rostock, R: Joachim Lemke; Der Obelisk nach Wladimir Sorokin, Europäische Werkstatt für Kunst und Kultur Hellerau, Dresden, R: Carsten Ludwig; Der Untergang des Egoisten Fatzer von Bertolt Brecht, Orphtheater, Berlin, R: Thomas Roth; Der Zwerg nach Pär Lagerkvist, Teatron Theater, Arnsberg, R: Yehuda Almagor; Die Dixtinische Kapelle von Matthias Dix, statt-theater FASSUNGSLOS, Dresden, R: Frank Schubert; Dirty Work von Maishe Maponya, DIALOGtheater Dresden, R: Pieter Hannecom; Einmal lebt ich von Natascha Wodin, Gilla Cremer, Hamburg, R: Max Eipp; Heilige Kühe von Oliver Czeslik, Theater Viel Lärm um Nichts, München, R: Eugenia Naef; Jonteff – Ein Festtag mit meinen Dibbuks, Adriana Altaras, Berlin, R: Peter Kock; Kohlhaas nach Heinrich von Kleist, Das Kleine Theater – Theater des Lachens, Frankfurt/O., R: Astrid Griesbach; Kondensmilchpanorama von Georg Seidel, theater 89, Berlin, R: Hans-Joachim Frank, My Mother’s Courage von George Tabori, Zelt Ensemble Theater, Tübingen, R: Otto Kukla; Polenweiher nach Thomas Strittmatter, Theater Lindenhof, Melchingen, R: Bernhard Hurm; Sink Big, Die Traumtänzer, Frankfurt, R: Michael Kaiser; Titus Andronicus von William Shakespeare, bremer shakespeare company, R: Pit Holzwarth; Wayna Capac, L.O.T. Theater, Braunschweig, R: Carlos Cueva; Weisman und Rotgesicht von George Tabori, Theater Mahagoni, Hildesheim, R: Ensemble.
- Preisjury: Silvia Brendenal, Direktorin des Deutschen Forums für Figurentheater und Puppenspielkunst, Bochum; Gabriele Hänel, Schauspielerin und Regisseurin, Berlin; Manfred Karge (Vorsitzender), Schauspieler, Regisseur, Autor, Professor für Regie an der Hochschule für Schauspielkunst »Ernst Busch«, Berlin; Werner Schulze-Reimpell, Theaterkritiker, Hamburg; Herbert Wulfekuhl, Direktor der Landeszentrale für politische Bildung Bremen.
- Preisträger: theater 89, Berlin (Kondensmilchpanorama), statt-theater FASSUNGSLOS, Dresden (Die Dixtinische Kapelle); Europäische Werkstatt für Kunst und Kultur Hellerau, Dresden (Der Obelisk); Susanne Truckenbrodt, Orphtheater, Berlin (Darstellerin-Preis); Dietlinde Elsässer, Theater Lindenhof, Melchingen (Darstellerin-Preis); Ralf Bockholdt, Thomas Jahn und Frank Pannhans, Das Kleine Theater – Theater des Lachens, Frankfurt/Oder (Darsteller-Preis)

### Bremen 1996
Das 3. Festival fand vom 15. bis 24. November 1996 in Bremen statt und geschah auf dem Hintergrund einer sich verändernden Theaterlandschaft: Schon länger wirkten sich ökonomische Probleme nachhaltig auf die Produktionen aus. Die Finanzknappheit in den Gemeinden, wie die massiven Sparmaßnahmen in den Kulturetats traf die Freie Theaterszene stark.
In Ostdeutschland war dadurch die Zahl Freier Theater nach einem euphorischen Anstieg in den Jahren der Wiedervereinigung drastisch zurückgegangen. Aber auch in den etablierten und traditionsreichen westdeutschen Theatern hinterließen die wirtschaftlichen Zwänge Spuren. In dieser Situation kam dem Festival „Politik im Freien Theater“ eine stabilisierende Wirkung zu.
- Programm und Gesamtorganisation: Richard Weber, Margarete Häßel.
- Festivalbeiträge: Amiwiesen von Kerstin Specht, Chawwerusch Theater, Herxheim, R: Gaby Burckhardt; Angst essen Seelen auf von Rainer Werner Fassbinder, Theaterhaus Stuttgart, R: Werner Schretzmeier; Der Kirschgarten von Anton Tschechow, Theater des Lachens, Frankfurt/Oder, R: Astrid Griesbach; Der Regenwettermann von Alfred Matusche, theater 89, Berlin, R: Hans-Joachim Frank; Der Turm von Peter Weiss, Compagnie de Comédie, Rostock, R: Manfred Gorr; Die Kommandeuse, Gilla Cremer, Hamburg, R: Johannes Kaetzler; Furcht und Hoffnung in Deutschland von Franz Xaver Kroetz, Gostner Hoftheater, Nürnberg, R: Mario Holetzeck; Henri IV – König für Europa, Freies Werkstatt Theater, Köln, R: Rolf Johannsmeier; Herakles 5 von Heiner Müller, Deutsch-Griechisches Theater, Köln, R: Kostas Papakostopulos; König Richard II. von William Shakespeare, bremer shakespeare company, R: Rainer Iwersen; Meinwärts, Raimund Hoghe, Düsseldorf, R: Raimund Hoghe; Nacht oder Tag oder jetzt. Eine Hexengeschichte von der Schwäbischen Alb von Bernhard Hurm und Uwe Zellmer, Theater Lindenhof, Melchingen, R: Bernhard Hurm; Oleanna von David Mamet, Junges Theater Bremen, R: Claudia Oberleitner; Orlando Nuñez oder Die Firma verzeiht einen Augenblick des Wahnsinns von Rodolfo Santana, Schnürschuh Theater/Chinelo Theater, Bremen, R: Reinhard Lippelt; Primadonna, Schwerer Held von Wolfgang Spielvogel, Barbara Englert, Frankfurt/Main, R: Wolfgang Spielvogel; Sofortige Erleuchtung inkl. MwSt. von Andrew Carr, Theaterproduktion Punktum, München, R: Pez Hitzginger; Troilus und Cressida von William Shakespeare, Jubiläumsensemble, Bonn, R: Frank Heuel; Wessis in Weimar von Rolf Hochhuth, Theater Links der Isar, München, R: Hartmut Baum.
- Preisjury: Wolf Bunge, Regisseur, Intendant der Freien Kammerspiele Magdeburg; Rotraut de Neve, Schauspielerin; Henning Rischbieter (Vorsitzender), Theaterwissenschaftler und Theaterkritiker, Berlin; Siegfried Schiele, Direktor der Landeszentrale für politische Bildung Baden-Württemberg; Michael Wildenhain, Schriftsteller, Berlin.
- Preisträger: Barbara Englert, Frankfurt/Main (Primadonna, Schwerer Held); theater 89, Berlin (Der Regenwettermann); Theater Lindenhof, Melchingen (Nacht oder Tag oder jetzt. Eine Hexengeschichte von der Schwäbischen Alb); Schnürschuh Theater/Chinelo Theater, Bremen (Orlando Nuñez oder Die Firma verzeiht einen Augenblick des Wahnsinns)

### Stuttgart 1999
Das 4. Festival in Stuttgart vom 17. bis 27. November 1999 gestaltete sich als Plattform für junge Regisseurinnen und Regisseure, die auf dem Sprung in die Stadt- und Staatstheater waren. Zugute kam ihnen dabei, dass in diesen der Bedarf an Nachwuchskräften groß war. Zu lange hatten deutsche Theaterregisseure versäumt den Nachwuchs zu fördern. Eine Auffrischung erhoffte man sich von Regietalenten aus dem Freien Theater. Zum ersten Mal galt es als Vorhof des Stadttheaters. „Politik im Freien Theater“ erzeugte den Eindruck einer Bühne auf der sich junge Regisseure präsentieren konnten.
Inhaltlich hatte die Beschäftigung mit politischen und sozialen Themen deutlich zugenommen. Dafür gab es verschiedene Gründe. Gesellschaftliche und soziale Widersprüche waren immer sichtbarer geworden, genauso wie das Bedürfnis nach öffentlicher Auseinandersetzung. Theater, das sich mit politischen Stoffen befasste, wurde damit wieder „salonfähig“.
- Programm und Gesamtorganisation: Richard Weber, Christiane Görres
- Festivalbeiträge: Barfuss nackt Herz in der Hand von Ali Jalaly, Arkadas Theater, Köln, R: Ali Jalaly; Bezahlt wird nicht von Dario Fo, Theaterhaus Stuttgart, R: Werner Schretzmeier; Dantons Tod von Georg Büchner, Theater des Lachens, Berlin, R: Astrid Griesbach; Der letzte Henker – eine Auswahl, Theater an der Winkelwiese, Zürich, R: Elias Perrig; Elektra nach Sophokles, Theater K., Aachen, R: Guido Rademachers; Gäste von Oliver Bukowski, theater 89, Berlin, R: Hans-Joachim Frank; Genetik Woyzeck nach Georg Büchner, Europäische Werkstatt für Kunst und Kultur Hellerau, Dresden, R: Harriet und Peter Meining; Geschichten aus dem Hinterhaus – Anne Frank war nicht allein, Alarm!Theater, Bielefeld, R: Ensemble mit Cora Herrendorf (Teatro Nucleo); Heute ist ein schöner Tag von Gritt Uldall-Jessen, LOT-Theater, Braunschweig, R: Ensemble; Hinkemann von Ernst Troller, Theaterhaus Jena, R: Sebastian Hartmann; Kanak Sprak von Feridun Zaimoglu, BB Produktion, Hamburg, R: Birgitta Linde; König Heinrich der VI. von William Shakespeare, bremer shakespeare company, R: Rainer Iwersen; König Übü oder Mutter Übü braucht auch Geld von Alfred Jarry, Materialtheater, Stuttgart, R: Sigrun Kilger/Alberto García Sánchez; Leviathan von Dea Loher, Theater Rampe, Stuttgart, R: Eva Hosemann; Lucas, Ich und Mich nach Agota Kristof, Ensemble Sandra Strunz, Hamburg, R: Sandra Strunz; Medea – der tödliche Wettbewerb nach Euripides, RambaZamba, Berlin, R: Gisela Höhne; Melchinger Winterreise von Peter Härtling, Theater Lindenhof, Melchingen, R: Christoph Biermeier; Piccoli Angeli – Kleine Engel von Marco Baliani, WuWei Theater, Frankfurt/M., R: Miriam Goldschmidt; Tränen spotten nach Ferdinand Bruckner, wehrtheater hartmann, Berlin, R: Sebastian Hartmann; Umschlagplatz*, Laufschritt*, Schwanzparade* – *im Original Deutsch, Marburger Theaterwerkstatt, R: Rolf Michenfelder; Zombie ’45 – Am Bass Adolf Hitler, Gruppe Stemann, Hamburg, R: Nicolas Stemann; Zwei Stimmen, theatergroep Hollandia, Zaandam/Niederlande, R: Johan Simons.
- Preisjury: Crescentia Dünßer, Regisseurin, Schauspielerin und Theaterleiterin, Zürich; Benedikt Gondolf, Redakteur beim ZDF-Kulturmagazin »aspekte«, Mainz; Burkhard Jellonnek, Leiter der Landeszentrale für politische Bildung Saarland, Saarbrücken; Christoph Müller, Chefredakteur des »Schwäbischen Tagblatts« und Theaterkritiker, Tübingen; Hannes Rettich, Professor für Kulturmanagement, Stuttgart; Friedrich Schirmer (Vorsitzender), Schauspieldirektor der Staatstheater Stuttgart; Barbara Englert, Schau- spielerin, Frankfurt/Main.
- Preisträger: LOT-Theater, Braunschweig (Heute ist ein schöner Tag) – erhielt auch den 3sat-Preis; Theater an der Winkelwiese, Zürich/Schweiz (Der letzte Henker – eine Auswahl); theatergroep Hollandia, Zaandarn/Niederlande (Zwei Stimmen); Theaterhaus Jena (Hinkemann); Marburger Theaterwerkstatt (Umschlagplatz*, Laufschritt*, Schwanzparade* – *im Original Deutsch); RambaZamba (Medea – der tödliche Wettbewerb), Berlin (Sonderpreis der Jury).

### Hamburg 2002
Zentrales Thema des 5. Festivals war die Mobilmachung aller Energien des flexiblen, perfekt funktionierenden, zu jeder Zeit verfügbaren Menschen und Arbeit und Arbeitslosigkeit, damit also die schöne neue Welt der New Economy und der stetig wachsende Drang nach höherer Flexibilität. Ein neuer Aspekt des vom 22. Oktober bis zum 2. November 2002 stattfindenden Festivals war die stärker gewordene Rolle von Frauen in der Theaterlandschaft. Gegenüber den Vorjahren hatte die Zahl von Regisseurinnen erheblich zugenommen.
Eine weitere Veränderung im Theater zeigte sich durch die allmähliche Vernetzung des Freien und des Stadt- und Staatstheater, die einst als feindliche Brüder galten. Durch die Annäherung wurden freien Projekten bessere Produktionsmöglichkeiten und damit letztlich eine höhere Qualifizierung der künstlerischen Arbeit ermöglicht. Der Gewinn für die Staats- und Stadttheater lag in der relativ kostengünstigen Bereicherung des Spielplanangebots, größerer künstlerischer Vielseitigkeit und der Bindung neuer Publikumsschichten.
- Programm und Gesamtorganisation: Richard Weber
- Festivalbeiträge: Abendrot_Ballermann – a female answer, Liebfrauentheater, München, R: Sonja Breuer; Antigone von und nach Sophokles, Theater des Lachens, Berlin, R: Astrid Griesbach; Baal von Bertolt Brecht, Orphtheater, Berlin, R: Susanne Truckenbrodt; boombar von Gila von Beh, Lubricat, Berlin, R: Dirk Cieslak; Dead End, Freuynde + Gaesdte, Münster, R: Zeha Schröder; Die drei Leben der Lucie Cabrol von John Berger, Metropol Theater, München, R: Jochen Schölch; Drift. Ein mobiler Clubabend für die Bühne, unitedOFFproductions, Braunschweig, R: Dieter Krokkauer; Heidi Hoh3. Die Interessen der Firma können nicht die Interessen sein, die Heidi Hoh hat von René Pollesch, Produktion Heidi Hoh 3, Berlin, Regie; René Pollesch; I Furiosi – Die Wütenden nach dem Roman von Nanni Balestrini, Theaterhaus Stuttgart / Württembergische Staatstheater Schauspiel, R: Sebastian Nübling; Kinder der Bestie oder vom herrlichen Narrentalent, an den Menschen zu glauben nach David Grossmann »Stichwort: Liebe«, Teatron Theater/figuren theater tübingen, Arnsberg/Jerusalem/Tübingen; R: Ensemble; Koppstoff nach Feridun Zaimoglu, koppstoff-ensemble, Berlin, R: Dominic Huber; Mainstream von David Greig/Suspect Cultur, Theater an der Winkelwiese, Zürich, R: Gian Manuel Rau; Nachtmahl von Eva Diamantstein, Produktion Nachtmahl, München, R: Eva Diamantstein; Out of Control nach Michael Fengler/R.W. Fassbinder »Warum läuft Herr R. Amok« und John Cassavetes, Norton.commander.productions, Dresden, R: Harriet Maria und Peter Meining; Schiess doch, Kaufhaus! von Martin Heckmanns, Theaterhaus Jena und TIF Dresden, R: Simone Blatter; Täglich Brot von Gesine Dankwart, Theaterhaus Jena und TIF Dresden, R: Christiane Pohle; TRUTH – Commissioned by the heart of darkness, TRUTH-Produktion, Berlin, R: Hans-Werner Kroesinger/Rob Moonen.
- Preisjury: Thea Dorn, Schriftstellerin; Gerhard Jörder, freier Journalist; Renate Klett, Kritikerin und Publizistin; Lukas Langhoff, Regisseur.
- Preisträger: Theaterhaus Stuttgart / Schauspiel Stuttgart (I Furiosi) – auch Preis des ZDFtheaterkanals; Theaterhaus Jena/TIF Dresden (Täglich Brot); Metropoltheater München (Die drei Leben der Lucie Cabrol).

### Berlin 2005
Das 6. Festival in Berlin vom 10. bis 20. November 2005 brachte eine weitere Neuerung: Es ging nicht mehr länger um eindeutig politisch-soziale Themen, sondern bot auch anderen Projekten Platz. Einen Schwerpunkt bildeten grenzüberschreitende Formen, d. h. künstlerischen Projekte zwischen Performance, Theater, Bildender Kunst, Musik, und direkter politischer Aktion.
- Kuratorin: Sabrina Zwach
- Festivalbeiträge: Akteure des Verschwindens nach Gustave Flauberts »Erziehung der Gefühle«, Theaterhaus Weimar, R: Janek Müller; Alibis, Hofmann & Lindholm, Köln, Konzept und R: Hofmann & Lindholm; Antifaschismus Vergnügungspark, Deutschbauer & Spring, Wien; Chateau Europe – der Superasylantenslam!, Schauplatz International, Biel / Bern / Berlin, R: Ensemble; Cocobello von Dietmar Lupfer und Peter Haimerl, München, Dead Cat Bounce, Chris Kondek, Berlin, R: Chris Kondek; Die Polizey nach einer Idee von Friedrich Schiller, Theaterhaus Jena/Norton.commander.productions, Dresden, R: Peter und Harriet Maria Meining; Grenzgänger, fringe ensemble, Bonn/phoenix5, Münster, R: Frank Heuel; Heb(b)el-Hamlet – Wie es uns (immer noch?) gefällt, 400asa, Zürich, R: Samuel Schwarz; Komm heim!, mamouchi, Berlin/Basel; Lagerfeuer, She She Pop, Hamburg/Berlin; Live aus AFRIKA von und mit Christoph Schlingensief; Marx, electronic music theater, Frankfurt/M., R: Ensemble; Mnemopark, Theater Basel, Konzept und R.: Stefan Kaegi; Mongopolis Fisch oder Ente – ein sciencefictionkrimicomic, RambaZamba, Berlin, R: Gisela Höhne; mother t., Theaterhaus Gessnerallee, Zürich, R: Barbara Weber; perform performing von und mit Jochen Roller, Berlin; Think Tank: The Taste of Victory, Compagnie für präemptive und nachhaltige Auseinandersetzung (PNAC), Berlin, R: Ensemble; This Performance, Künstlerhaus Mousonturm, Frankfurt/Gasthuis, Amsterdam, R: David Weber-Krebs.
- Preisjury: Gesine Danckwart, Berlin (Schriftstellerin); Thomas Irmer, Berlin (Publizist); Dirk Pilz, Berlin (Redakteur)
- Preisträger: Die Jury des Goethe-Instituts, bestehend aus Martin Berg, Florian Malzacher und Jukka-Pekka Pajune, vergab ihren Preis an Chris Kondek (Dead Cat Bounce), der ebenfalls den Preis des ZDFtheaterkanals erhielt. Die Juroren der Bundeszentrale wählten die Produktion Mnemopark vom Theater Basel aus, das den Preis jedoch ausschlug.

### Köln 2008
Das 7. Festival „Politik im Freien Theater“ fand vom 13. bis zum 23. November 2008 in Köln unter dem Motto „Echt! Politik im Freien Theater“ statt. Es umfasst 17 freie Inszenierungen in den drei verschiedenen Kategorien „Deutschsprachig“, „International“ und „Made in Köln“. Letztere widmet sich thematisch den Kölner Bürgern, dem Stadtraum und seiner Geschichte. Stilistisch wurde die Orientierung an der Überschreitung klassischer Theater-Formen vertieft. Durch das Leitmotiv „Echt!“ soll der traditionelle Theaterbegriff in Frage gestellt werden. Die Theatergruppen arbeiten mit so genannten „Komplizen“, nicht ausgebildeten Performern, und holen so das „echte“ Leben ins Theater; oder die Theater verlassen ihre Säle und spielen im öffentlichen Raum. Oft nimmt auch der Zuschauer eine andere, aktivere Rolle ein. Dabei wird den Fragen nachgegangen: Wie viel Authentizität kann man dem vermeintlich „Echten“ zugestehen? Wie viel konstruierte Wirklichkeit lässt sich im „Realen“ finden?
- Festivalbeiträge: Kurz nach dem ich tot war. Von Häusern und Menschen, Matthaei & Konsorten, Köln, R: Jörg Lukas Matthaei; Serie Deutschland. Etappe Köln-Bonn, Hofmann & Lindholm, Köln, R: Hofmann & Lindholm; Lauter Kölner Wünsche, Drama Köln, Köln, R: Philine Velhagen; Der Kölner Norden. Reise in die Raue Stadt, Boris Sieverts – Büro für Städtereisen, Köln; Rockplastik XXL, One-Hit-Wonder, Berlin, Künstl. Leitung: Tanja Krone/Wanja Saatkamp; Hell on Earth, Constanza Macras/Dorkypark, Berlin, R: Constanza Macras; Montana, International Institute of Political Murder, Berlin, R: Milo Rau; Der Bus, 400asa, Zürich, R: Samuel Schwarz; Far a day cage, Nothing Company, Zürich, R: Tomas Schweigen; Die schwarze Kammer, Mass & Fieber, Zürich, R: Niklaus Helbling; Der Report der Magd nach Margaret Atwood, Theaterhaus Jena, R: Regina Wenig; Und, Doris Uhlich, Wien, Choreographie: Doris Uhlich; Kamp, Hotel Modern, Rotterdam/Niederlande, Konzept und Spiel: Pauline Kalker, Arlene Hoornweg, Herman Helle; Der Berliner Gaettong, Alexis Bug/Street Theatre Troupe Seoul, Seoul/Republik Korea, R: Alexis Bug; Stalin, Griechisches Nationaltheater Athen, Text & R: Michael Marmarinos/Akillas Karazissis; HEM oder Heisse estnische Männer, Teater NO99, Tallinn/Estland, Idee & R: Tiit Ojasoo; A terrible beauty is born, Arjun Raina, Gurgaon/Indien.
- Preisjury: Martin Berg, München, Leiter des Bereichs Theater/Tanz am Goethe-Institut; Tina Mendelsohn, London, Moderatorin, Reporterin, Filmemacherin; Esther Slevogt, Autorin, Dokumentarfilmregisseurin, Theaterkritikerin, Mitbegründerin des Online-Theaterportals nachtkritik.de; Georg Weinand, Amsterdam, Dramaturg, Theater- und Tanzkritiker, Dozent.
- Preisträger: Der Preis der Bundeszentrale für politische Bildung/bpb über 15.000 Euro für eine Gastspieltournee im deutschsprachigen Raum wurde an Michael Marmarinus und Akillas Karazissis für Stalin – eine Diskussion über das (griechische) Theater vergeben, eine Auftragsproduktion des Griechischen Nationaltheaters Athen. Constanza Macras' Produktion Hell on Earth wurde als beste Inszenierung aus Deutschland mit dem Preis des Goethe-Instituts ausgezeichnet.

### Dresden 2011
Das 8. Festival „Politik im Freien Theater“ fand in Kooperation mit dem Staatsschauspiel Dresden und Hellerau – Europäisches Zentrum der Künste vom 27. Oktober bis zum 6. November 2011 zum zweiten Mal in Dresden statt. Spielstätten waren, neben dem Schauspielhaus Dresden und dem Festspielhaus Hellerau, das Japanische Palais, der Terminal des Flughafens Dresden, der Jorge-Gomondai-Platz, das Deutsche Hygiene-Museum, die Centrum-Galerie, das Militärhistorische Museum der Bundeswehr und das Filmtheater Schauburg.
Unter dem Motto „Fremd“ wurden insgesamt 16 Stücke, bestehend aus elf Produktionen aus dem deutschsprachigen Raum und fünf Inszenierungen aus dem internationalen Raum, eingeladen. Das Motto behandelte die Unsicherheit, die das Fremde häufig auslöst. Die Gastspiele setzten sich mit der Vielfältigkeit des Unbekannten auseinander und zeigten, dass auch in vermeintlich Vertrautem Ungewohntes verborgen sein kann. Filme, Shows und Kunstprojekte beleuchteten neue Aspekte und Facetten des Fremden. Insgesamt sahen sich mehr als 10.000 Zuschauer das elftägige Theaterfestival an. Neben den Gastspielen bildeten Ausstellungen, Konzerte, Vorträge, Performances und Veranstaltungen für Schüler und Lehrkräfte das Rahmenprogramm des Festivals, in denen weitere Aspekte des Fremden auf verschiedene Weisen beleuchtet und auf gesellschaftspolitischer Ebene diskutiert wurden.
- Programm und Gesamtorganisation: Haiko Pfost, künstlerischer Leiter des Wiener Theaterzentrums „brut“; Christel Weiler, akademische Oberrätin am Institut für Theaterwissenschaft der Freien Universität Berlin; Christian Rakow, Journalist; Milena Mushak, Referentin der Bundeszentrale für politische Bildung; Carmen Mehnert, Programmleiterin Hellerau – Europäisches Zentrum der Künste und Christof Belka, Staatsschauspiel Dresden.
- Festivalbeiträge: Versus, La Carnicería Teatro, Spanien, R: Rodrigo García; Passantenbeschimpfung – nach Peter Handkes „Publikumsbeschimpfung“,Österreich, R: God’s Entertainment, Testament She She Pop und ihre Väter; Furry Species, Institut für Hybridforschung, R: Corinna Korth; Ich bin nicht wirklich die Gefahr, R: Turbo Pascal; Money – It Came From Outer Space, R: Chris Kondek und Christiane Kühl; Verrücktes Blut, Ballhaus Naunynstraße, R: Nurkan Erpulat und Jens Hillje; Via Intolleranza II, R: Christoph Schlingensief; Made in Paradise, Schweiz, R: Yan Duyvendak, Omar Ghayatt und Nicole Borgeat; Zeichensturm, Österreich, R: Michikazu Matsune; ArabQueen oder Das andere Leben – nach dem Roman von Güner Yasemin Balci, Heimathafen Neukölln, R: Nicole Oder; Es ist nicht leicht, ein Gott zu sein – Nehéz istennek lenni, Ungarn, R: Kornél Mundruczó; Darfur – Mission incomplete, R: Hans-Werner Kroesinger; Cinderella, USA, R: Ann Liv Young; Hajusom in Bollyland, Hajusom e. V., künstlerische Leitung: Ella Huck, Dorothea Reinicke; Before Your Very Eyes, Campo, Belgien, R: Gob Squad.
- Preisjury: Annette Jahns, Opernsängerin und Regisseurin, Dresden; Gabriela Massuh, ehemalige Kulturreferentin des Goethe-Institut, Buenos Aires; Matthias Pees, leitender Dramaturg der Wiener Festwochen.
- Preisträger: Der Preis der Bundeszentrale für politische Bildung/bpb in Höhe von 15.000 Euro wurde an Es ist nicht leicht, ein Gott zu sein von Kornél Mundruczó aus Ungarn verliehen. Mit dem Preisgeld wird eine Gastspieltournee in Deutschland mitfinanziert. Der mit 10.000 Euro dotierte Preis des Goethe-Instituts für eine internationale Gastspielreise erhielt Money – It Came From Outer Space von Chris Kondek und Christiane Kühl.

## Wettbewerb
Von Beginn an trug das Festival Wettbewerbscharakter. Auf Vorschlag einer unabhängigen Fachjury vergibt die Bundeszentrale Preisgelder in unterschiedlicher Höhe; seit dem 4. Festival in Stuttgart 1999 zeichnete 3sat, später dann der ZDFtheaterkanal als Sonderpreis eine der eingeladene Produktionen in voller Länge auf. Seit 2006 werden zwei Geldpreise verliehen. Die Bundeszentrale vergibt als Zuschuss für eine Gastspieltournee im deutschsprachigen Raum einen Preis in Höhe von 15.000 Euro. Prämiert wird seither die „beste“ Produktion des Festivals. Das Goethe-Institut vergibt als Zuschuss für ein Gastspiel im Ausland einen Preis in Höhe von 10.000 Euro für die beste Inszenierung aus Deutschland. Der Wettbewerb war allerdings immer umstritten und die Vergabe von Preisgeldern von heftigen, in der Öffentlichkeit ausgetragenen Kontroversen begleitet. Zur Juryentscheidung in Dresden 1993 war u. a. zu lesen: „Eine Schräglage Ost, belohnte Aufbau- oder Aufbruchstimmung in den neuen Bundesländern […] Wenn im Wettbewerb weniger um die Palme als um einen Platz an den Fleischtöpfen gerungen wird, wenn Befriedigung von Grundbedürfnissen vor gerechter Bewertung kursiert, dann verlieren schließlich alle dabei.“ Das 3. Festival 1996 endete sogar „im Eklat“ zwischen Veranstaltern und Jury: „Die ausgeschriebenen Preise wurden kurzerhand umverteilt, was so manchen verärgerte […] Im geheimen mag der eine oder andere sich überlegt haben, ob nicht besser die Jury abzuschaffen sei. Es paßt halt nicht alles zusammen.“ Und: „Kann eine Jury unter dem Vorsitz des 69jährigen Theater heute-Gründers Henning Rischbieter irren? Sie kann.“ Der Preisträger des Berliner Festivals 2005, das Theater Basel, wies unter Verweis darauf, dass es kein Freies Theater sei, die Preisgelder zurück: „Wir verstehen diese Auszeichnung als Wertschätzung einer Zusammenarbeit, in der Grenzen zwischen Arbeitsweisen sowie inhaltlichen Ansätzen von Stadttheatern und der freien Szene fließend werden […] Der Preis der Bundeszentrale für politische Bildung ist zur Förderung einer Gastspieltour einer freien Gruppe in freien Häusern gedacht. Das Theater Basel ist kein solches und will für seine Gastspiele keine Gelder aus der freien Szene beanspruchen. Der Ansatz von Häusern wie dem Theater Basel, mit Entdeckungen und Talenten aus der freien Szene zu arbeiten, ist nur möglich, solange es diese gibt und solange sie entsprechend gefördert wird. Deshalb möchten wir die Bundeszentrale für politische Bildung bitten, die mit dem Preis verbundene finanzielle Unterstützung nicht als Zuschuss für die Gastspieltournee von 'Mnemopark', sondern für die Förderung der freien Szene zu verwenden.“ Während des 7. Festivals in Köln zog nach der niederländischen Gruppe Hotel Modern auch das Schweizer Theater 400asa sich aus dem laufenden Wettbewerb zurück, die Bedenken in einem Offenen Brief an die Festivalleitung formulierend, in dem es u. a. heißt: „Der Hype um den Sieger, die Unterordnung unter Entscheide von Experten, das Akzeptieren der angeblichen Realität, dass es in jedem Bereich des Lebens 'Sieger' und 'Verlierer' geben muss […] genau solche Realitätsdefinitionen suchen wir aber an einem solchen Festival nicht.“